# Giełda Papierów Wartościowych w Shenzhen

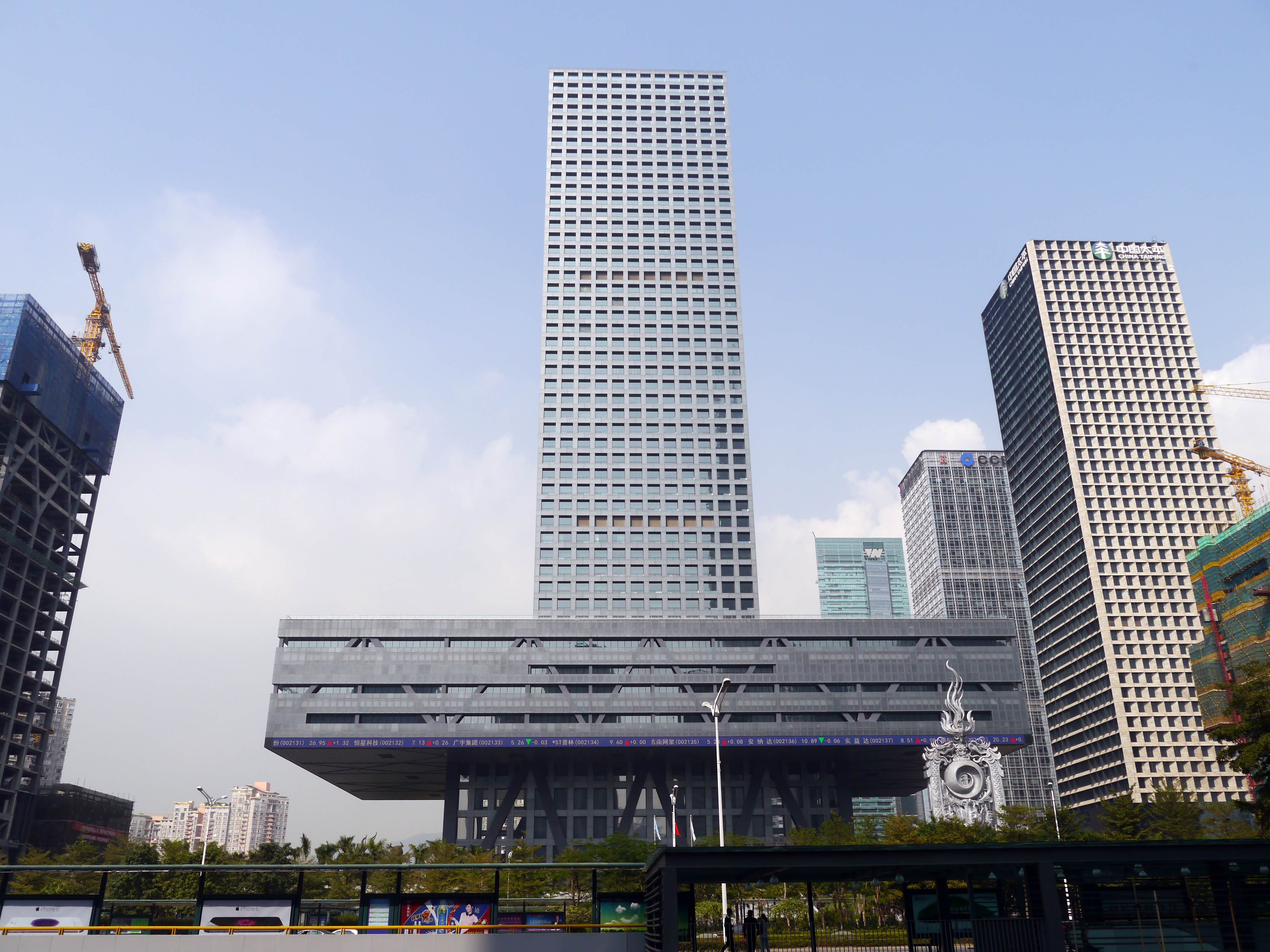
Budynek giełdy

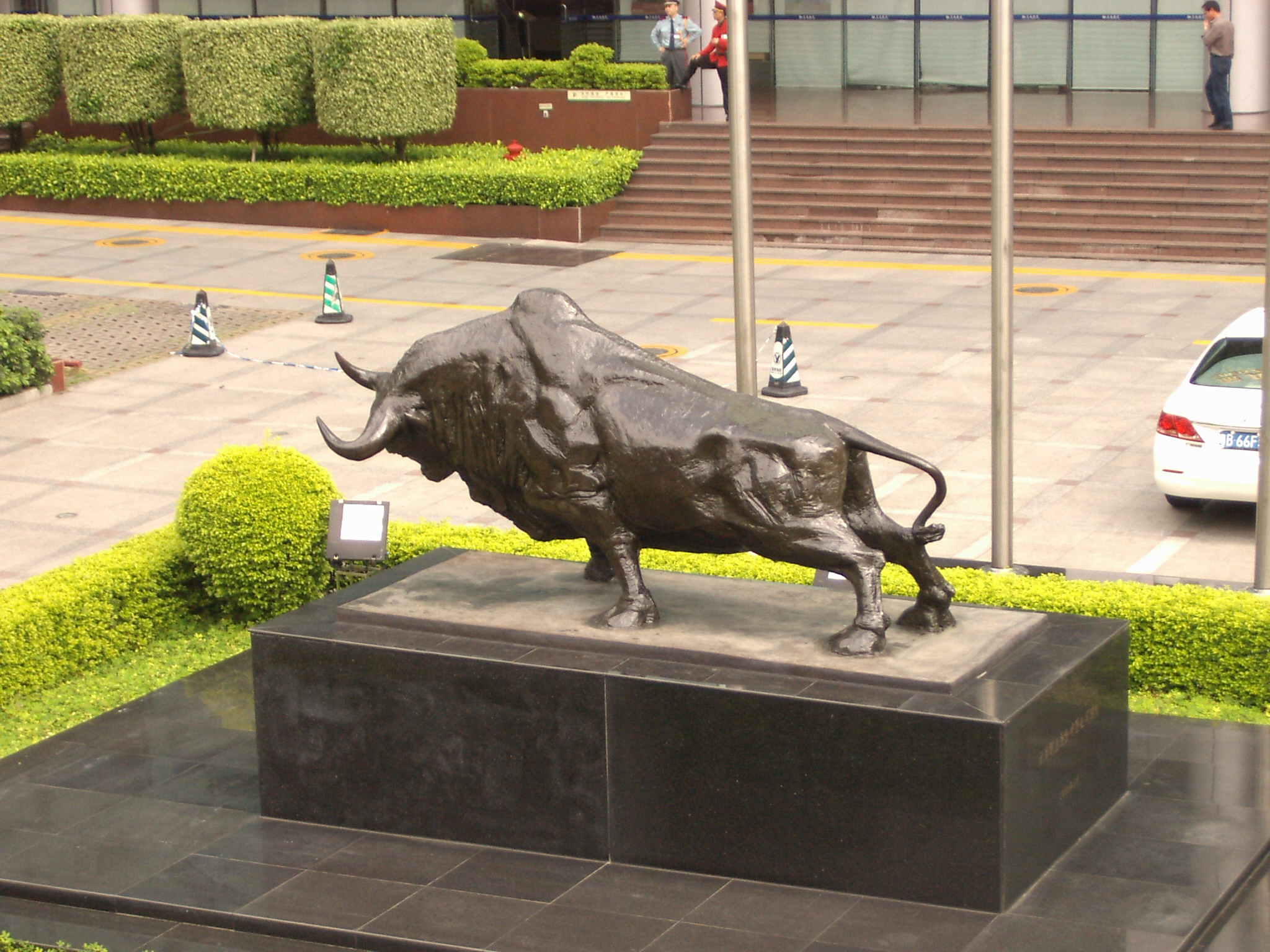
Pomnik byka przed siedzibą giełdy

Giełda Papierów Wartościowych w Shenzhen (pinyin Shēnzhèn Jiāoyìsuǒ; ang. Shenzhen Stock Exchange, SZSE) – giełda papierów wartościowych w Chinach, zlokalizowana w Shenzhen (biznesowej dzielnicy Futian) w prowincji Guangdong.
Giełda została założona w roku 1990, a pierwsza sesja odbyła się w roku 1991. Indeksy dla tej giełdy to SZSE Component Index, SZSE Composite Index, SZSE 100 Index. Kapitalizacja giełdy na koniec sierpnia 2009 roku wynosiła 596 miliardów dolarów, co dawało jej 20. miejsce na świecie.
W styczniu 2015 roku kapitalizacja wynosiła 2,3 biliona, a już na koniec maja 2015 roku wynosiła 4,4 biliona dolarów.